# James Maria Wainaina Kungu
James Maria Wainaina Kungu (* 23. Dezember 1956 in Ngenya) ist Bischof von Muranga. 

## Leben
James Maria Wainaina Kungu empfing am 13. Dezember 1984 die Priesterweihe. Er wurde am 5. Dezember 2002 in den Klerus des Bistums Nyahururu inkardiniert. Papst Benedikt XVI. ernannte ihn am 4. April 2009 zum Bischof von Muranga. 
Die Bischofsweihe spendete ihm der Erzbischof von Nairobi, John Kardinal Njue, am 27. Juni desselben Jahres; Mitkonsekratoren waren Peter J. Kairo, Erzbischof von Nyeri, und Luigi Paiaro, Bischof von Nyahururu.